# Carlos Martínez
Carlos Martínez (født 27. juni 1986) er en spansk fodboldspiller som spiller i FC Goa, i den Indiske Indian Super League